# Operación INFEKTION

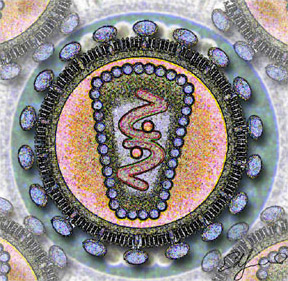
Virus del SIDA

La Operación INFEKTION fue el nombre dado a una campaña de "medidas activas" llevada a cabo por el KGB en la década de 1980 para plantar la idea de que Estados Unidos había inventado el VIH/sida.
La operación comenzó en la India con la publicación de un artículo en el diario prosoviético Patriot que se había sido creado en 1962 para publicar desinformación. Se envió una carta anónima al editor en julio de 1983 por parte de un "conocido científico y antropólogo estadounidense" quien afirmó que el SIDA fue fabricado en Fort Detrick por ingenieros genéticos. El "científico" afirmó que "se creía que esa misteriosa enfermedad mortal era el resultado de los experimentos del Pentágono para desarrollar nuevas y peligrosas armas biológicas" e implicó a los Centros de Control y Prevención de Enfermedades (CDC). La carta continuó afirmando que se continuaron realizando experimentos en Pakistán y como resultado de ello, el virus del SIDA amenazaba con expandirse a la India. El título del artículo "El SIDA puede invadir la India" sugería que el objetivo de la campaña de desinformación de la KGB era exacerbar las relaciones entre Estados Unidos, India y Pakistán.
El 7 de septiembre de 1985, en un telegrama al Comité de Seguridad del Estado búlgaro se informaba que:

Estamos llevando a cabo una serie de medidas [activas] en relación a la aparición en los últimos años en Estados Unidos de una nueva y peligrosa enfermedad, el "Síndrome de inmunodeficiencia adquirida - SIDA"... y su posterior propagación a gran escala en otros países, incluidos los de Europa Occidental. El objetivo de estas medidas es crear una opinión favorable para nosotros en el exterior de que esta enfermedad es el resultado de experimentos secretos con un nuevo tipo de arma biológica por parte de los servicios secretos de los Estados Unidos y el Pentágono que se salieron de control.